# Stuart Mentiply

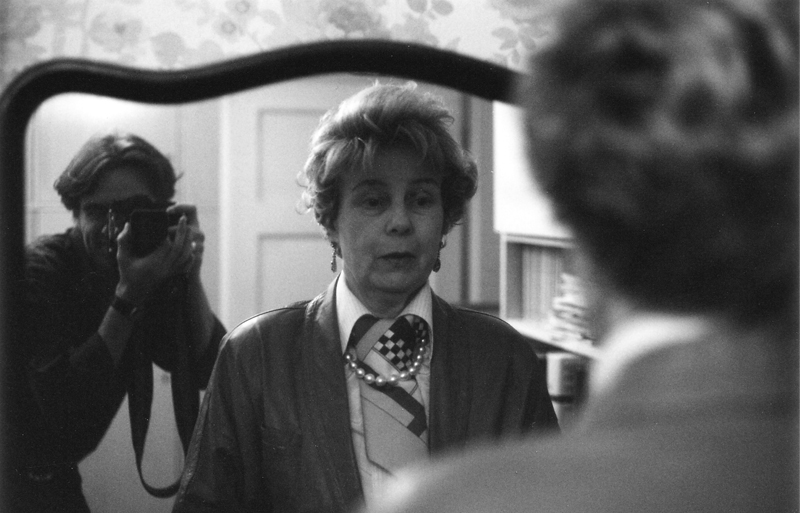
Stuart Mentiply fotografuje Utu Ranke-Heinemannovou)

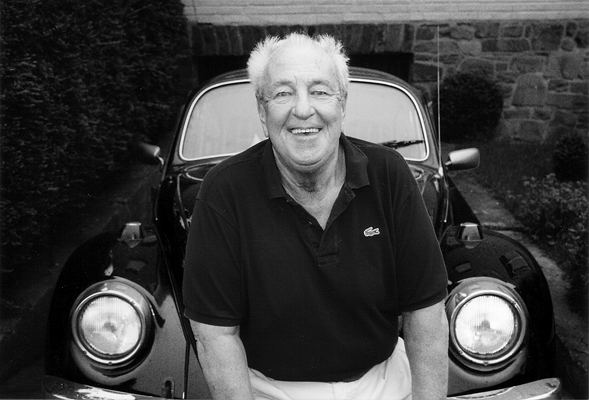
Heinz Eckner

Stuart Mentiply (* 23. února 1970 Herford) je britský fotograf a spisovatel, který žije a pracuje ve Wolfsburgu.

## Život
Od roku 1990 se specializuje na portréty významných osobností, které jsou publikovány v různých novinách.
Kromě jiného portrétoval osbnosti jako byli například: Elton John, Walter Scheel, Götz George, Art Garfunkel, Ulrich Wickert, Rut Brandt, Helmut Kohl, Oomph, Werner Lorant, Klaus Maria Brandauer, Wolfgang Flür, Wolfgang Joop, Wolfgang Lippert, Steffen Freund, Hans-Jochen Vogel, Uta Ranke-Heinemann, John Watts, Al Stewart, Randy Crawford nebo Gabriele von Lutzau.
Stuart Mentiply jako poslední fotografoval před jejich smrtí pány Horsta Franka a Rudolfa Leidinga.
Od roku 1995 fotografuje pravidelně představitele firmy Volkswagen AG.
V roce 2003 vydal knihu Käferprofile, kterou napsal napsal společně s Knutem Simonem. Za tím účelem navštívili s červeným VW Beetle 32 osobností, které kdysi takový automobil řídili, jako jsou například Friedrich Nowottny, Nena, Udo Lindenberg, Luigi Colani, Nina Ruge a Edmund Stoiber. V roce 2008 sestavil Mentiply spolu s Wolfgangem Flürem, bývalým bubeníkem skupiny Kraftwerk, projekt „Wolfgang and Friends“. V roce 2009 vydal v limitovaném vydání svou druhou knihu Portraits.

## Galerie

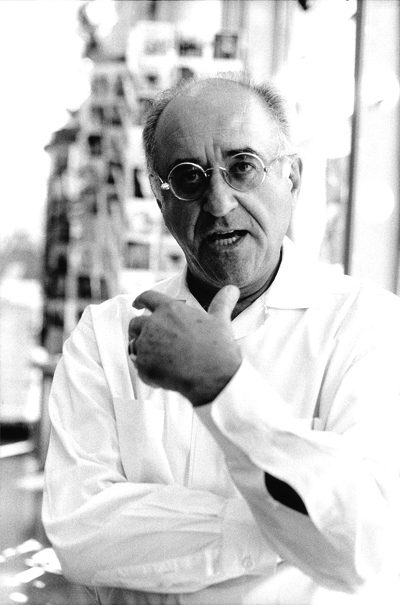
Alfred Biolek
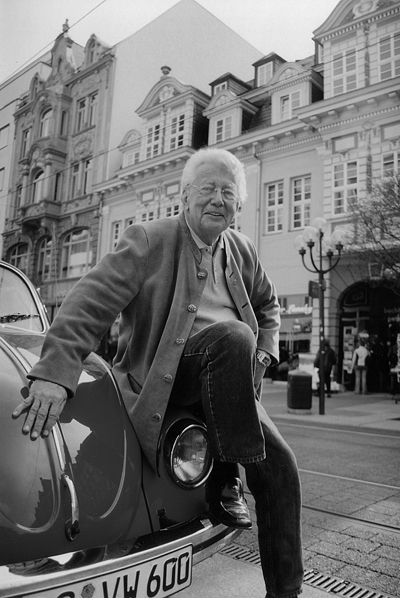
Dieter Thomas Heck
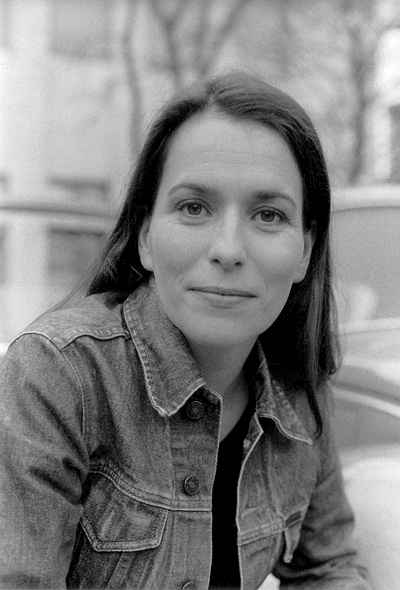
Anne Will
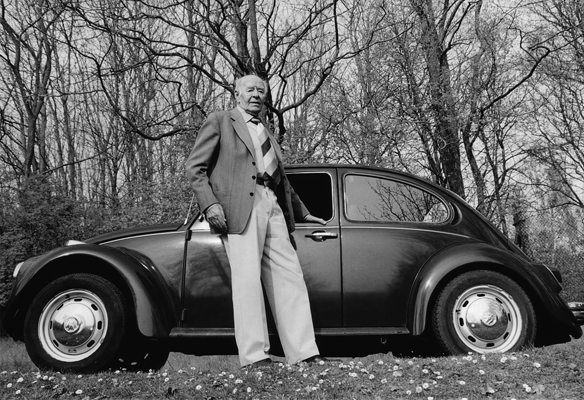
Rudolf Leiding
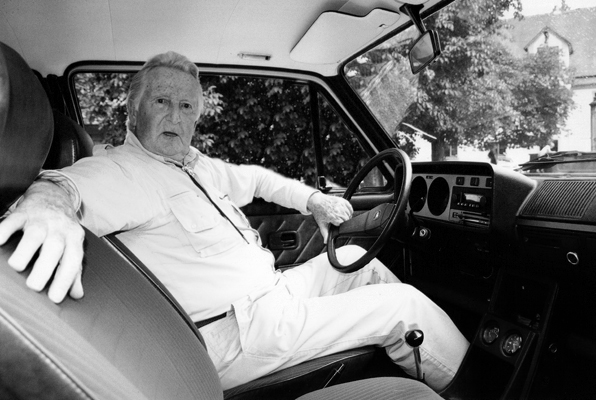
Fritz B. Busch
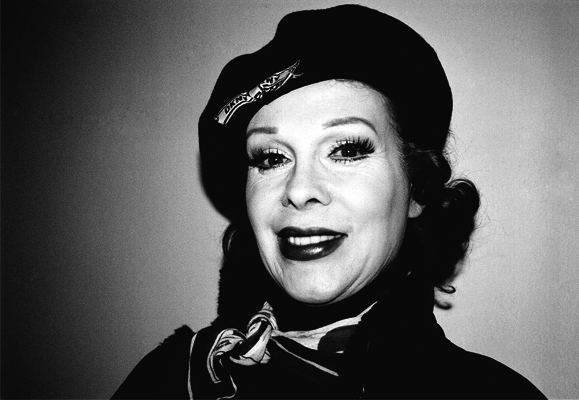
Elisabeth Volkmann

## Publikace
- Käferprofile, Appelhans Braunschweig 2003 ISBN 3-930292-70-X
- Portraits, 2009, (limitované vydání)